# Eudòcia de Frígia
Eudòcia (en grec antic Εὐδοκία, en llatí Eudocia) és el nom d'una ciutat de l'Àsia Menor, a Frígia, al districte de Frígia Pacatiana, que menciona Hièrocles al Synecdemus.